# Dmitri Ivanenko
Dmitri Ivanenko –en ruso, Дмитрий Иваненко– (27 de diciembre de 1981) es un deportista ruso que compitió en halterofilia. Ganó una medalla de bronce en el Campeonato Europeo de Halterofilia de 2009, en la categoría de 77 kg.

## Palmarés internacional
| Campeonato Europeo | Campeonato Europeo | Campeonato Europeo | Campeonato Europeo |
| Año                | Lugar              | Medalla            | Categoría          |
| ------------------ | ------------------ | ------------------ | ------------------ |
| 2009               | Bucarest (Rumania) | Medalla de bronce  | 77 kg              |